# Braulio Leal
Braulio Antonio Leal Salvo (* 22. November 1981 in Santiago de Chile) ist ein ehemaliger chilenischer Fußballspieler. Der Mittelfeldspieler gewann drei nationale Meistertitel und absolvierte sieben Länderspiele für Chile.

## Karriere

### Verein
Braulio Leal spielte in der Jugend des CSD Colo-Colo und durchlief die Jugendmannschaften, bis er 2000 für das Profiteam debütierte. Mit den Albos gewann der Mittelfeldspieler die Meisterschaften der Clausura 2002 und Apertura 2006. 2004 spielte er ein halbes Jahr leihweise beim portugiesischen Klub Vitória Guimarães, für den er fünf Ligaeinsätze hatte. Zurück bei Colo-Colo spielte Leal wieder regelmäßig, doch verlor dann unter Trainer Claudio Borghi seinen Stammplatz und wechselte erst zu Everton de Viña del Mar, 2007 dann zu Audax Italiano. Dort bildete er gemeinsam mit Carlos Villanueva das defensive Mittelfeld und stieg zum Kapitän der Mannschaft auf.
2009 ging Leal zu Unión Española, nahm 2011 und 2012 mit dem Klub spanischer Einwanderer an der Copa Libertadores teil. 2012 gelang sogar der Einzug ins Achtelfinale, in dem das Team aus Chile am späteren Finalisten, den Boca Juniors, scheiterte. Gemeinsam mit Teamkollege Gonzalo Barriga wechselte Braulio Leal 2013 zum CD O’Higgins. Mit dem Verein aus Rancagua gewann der Mittelfeldspieler als Kapitän der Mannschaft die Apertura der Saison 2013/14, die erste Meisterschaft in der Klubgeschichte für O’Higgins. In der Copa Libertadores 2014 absolvierte Leal alle Gruppenspiele, wurde jedoch einmal vom Platz gestellt und sein Klub schied als Gruppendritter aus.
Nach der Clausura 2016 verlängerte Leal seinen Vertrag bei O’Higgins nicht. Er spielte von 2016 bis 2018 für CD San Luis de Quillota und ein halbes Jahr bei Deportes Iquique. Danach kam er zum Zweitligisten CD Magallanes, bei dem er nach der Saison 2021 seine Karriere beendete.

### Nationalmannschaft
Braulio Leal debütierte für Chile im Mai 2009 unter Marcelo Bielsa beim Kirin Cup gegen Belgien. Beim 1:1-Unentschieden wurde der Mittelfeldspieler in der 57. Spielminute für Jorge Valdivia eingewechselt. Das einzige Pflichtspiel absolvierte Leal beim 2:0-Erfolg über Bolivien in der Qualifikation für die Weltmeisterschaft 2014, bei dem er zwei Minuten vor Spielende in die Partie kam. Das letzte Länderspiel für Leal war das Freundschaftsspiel gegen Costa Rica im Januar 2014. Insgesamt lief Leal in sieben A-Länderspielen auf.
Zuvor spielte Leal beim olympischen Qualifikationsturnier 2004 für die Olympiamannschaft Chiles, jedoch verpasste La Roja als Vierter in der Finalrunde die Spiele in Athen.

### Trainer
Seit 2022 arbeitet Braulio Leal als Jugendtrainer beim CD Magallanes. Im Mai 2023 war er Interimstrainer der Profimannschaft.

## Erfolge
Colo-Colo
- Chilenischer Meister: 2002-C, 2006-A

O’Higgins
- Chilenischer Meister: 2013/14-A
- Chilenischer Supercup-Sieger: 2014